# José Alberto García
José Alberto García Collazo (ur. 22 lutego 1995 w Mexicali) – meksykański piłkarz występujący na pozycji napastnika, od 2023 roku zawodnik Mexicali.

## Kariera klubowa
García jest wychowankiem zespołu Club Tijuana, do którego seniorskiej drużyny został włączony jako osiemnastolatek przez wenezuelskiego szkoleniowca Césara Faríasa. W Liga MX zadebiutował 24 stycznia 2014 w wygranym 1:0 spotkaniu z Morelią, jednak przez kolejne pół roku występował głównie w drugoligowej filii Tijuany – Dorados de Sinaloa. Premierowego gola w najwyższej klasie rozgrywkowej strzelił 25 września 2015 w zremisowanej 1:1 konfrontacji z Chiapas.
| Sezon     | Klub         | Kraj   | Rozgrywki | Mecze | Bramki |
| --------- | ------------ | ------ | --------- | ----- | ------ |
| 2013/2014 | Club Tijuana | Meksyk | Liga MX   | 5     | 0      |
| 2014/2015 | Club Tijuana | Meksyk | Liga MX   | 2     | 0      |
| 2015/2016 | Club Tijuana | Meksyk | Liga MX   |       |        |

## Kariera reprezentacyjna
W 2015 roku García został powołany przez szkoleniowca Sergio Almaguera do reprezentacji Meksyku U-20 na Mistrzostwa Ameryki Północnej U-20. Na jamajskich boiskach pełnił głównie rolę rezerwowego zawodnika formacji ofensywnej – rozegrał trzy z sześciu możliwych spotkań (z czego jedno w wyjściowym składzie), zaś Meksykanie triumfowali wówczas w tym turnieju po pokonaniu w finale po serii rzutów karnych Panamy (1:1, 4:2 k).